# Metastachydium sagittatum
Metastachydium es un género monotípico de plantas con flores perteneciente a la familia Lamiaceae. Su única especie:  Metastachydium sagittatum (Regel) C.Y.Wu & H.W.Li, es originaria del centro de Asia.

## Descripción
Es una planta herbácea perennifolia, rizomatosa. Las hojas son sagitadas, con la base fuertemente cordada, el envés peludo, el margen toscamente crenado. Las inflorescencias  en espigas alargadas. Cáliz tubular. Corola violeta, con dos labios.

## Distribución
Se distribuye por China y Kirguistán.

## Taxonomía
Metastachydium sagittatum fue descrito por Airy Shaw ex C.Y.Wu & H.W.Li y publicado en Acta Phytotaxonomica Sinica 13(1): 73. 1975.
Sinonimia
- Phlomis sagittata Regel, Trudy Imp. S.-Peterburgsk. Bot. Sada 6: 373 (1879).
- Ballota sagittata (Regel) Regel, Trudy Imp. S.-Peterburgsk. Bot. Sada 9: 607 (1886).
- Metastachys sagittata (Regel) Knorr. in V.L.Komarov, Fl. URSS 21: 193 (1954).[1]